# Trichocera setosivena
Trichocera setosivena är en tvåvingeart som beskrevs av Alexander 1927. Trichocera setosivena ingår i släktet Trichocera och familjen vintermyggor. Inga underarter finns listade i Catalogue of Life.